# Cricodon
Cricodon is een geslacht van uitgestorven trirachodontide cynodonten dat leefde tijdens het Vroeg-Trias en Midden-Trias van Afrika. 

## Ontdekking
Cricodon werd voor het eerst ontdekt bij Njalila in de Manda Beds van Tanzania in Zuid-Afrika. Broili & Schröder (1936) waren de eersten die Cricodon beschreven, maar wilden geen naam geven aan het taxon, dat destijds alleen bekend was van vijf tanden, München Sammlung Nr. 1936. Uitgebreide en diepgaande beschrijvingen van fossielen uit de Manda Beds werden in 1955 verzorgd door Alfred Walter Crompton. 
Crompton benoemde de typesoort Cricodon metabolus toen er meer fossielen werden gevonden en een completer beeld van het skelet kon worden gecreëerd. De geslachtsnaam is een combinatie van het Grieks krikos, 'ring' en odoon, 'tand', een verwijzing naar de ringvormige opstelling van de knobbels op de kroon van een typische postcanine tand. Het epitheton of soortaanduiding metabolus, van het Griekse metabolos, 'wisseling', duidt op de verandering in structuur van bepaalde postcanine tanden als gevolg van hun vervanging.
Het holotype UMZC T905 is gevonden in een laag van de Manda-formatie die dateert uit het Anisien. Het bestaat uit een fragmentarisch skelet met schedel. Aanvullende fossielen zijn bekend uit Tanzania en werden in 2017 ook gemeld uit Zambia.
Fossiel bewijs van Cricodon zou ook ontdekt kunnen zijn in de Karoo Beds, met name in de Cynognathus Assemblage Zone van Zuid-Afrika. De Cynognathus Assemblage Zone omvat de grens tussen het late Vroeg- en vroege Midden-Trias en is onderverdeeld in drie verschillende subzones (Subzone A, Subzone B en Subzone C) voornamelijk gebaseerd op de bereiken in ruimte en tijd van de belangrijkste temnospondyle indextaxa. Fossielen van Cricodon zijn gevonden in de jongste van de drie subzones, Subzone C. Echter, bovenste postcanine tanden die lijken op die van Cricodon zijn ook bekend uit afzettingen die overeenkomen met Subzone B. De trirachodontide Trirachodon kannemeyeri (Seeley, 1895) is in 2017 hernoemd tot een Cricodon kannemeyeri. De soortaanduiding eert Daniel Rossouw Kannemeyer. Het holotype is AM 461, een schedel.

## Beschrijving

### Schedel
De schedelbeenderen die in de Manda Beds zijn teruggevonden, bestaan uit een zwaar verbrijzeld orbito-ethmoidaal gebied (dus de oogkassen en de interne verbeende kraakbeenschotten ervoor), een vrijwel volledige rechteronderkaak, twee fragmenten van de linkeronderkaak, verschillende losse tanden, een deel van het achterhoofd en verschillende niet-geïdentificeerde fragmenten.

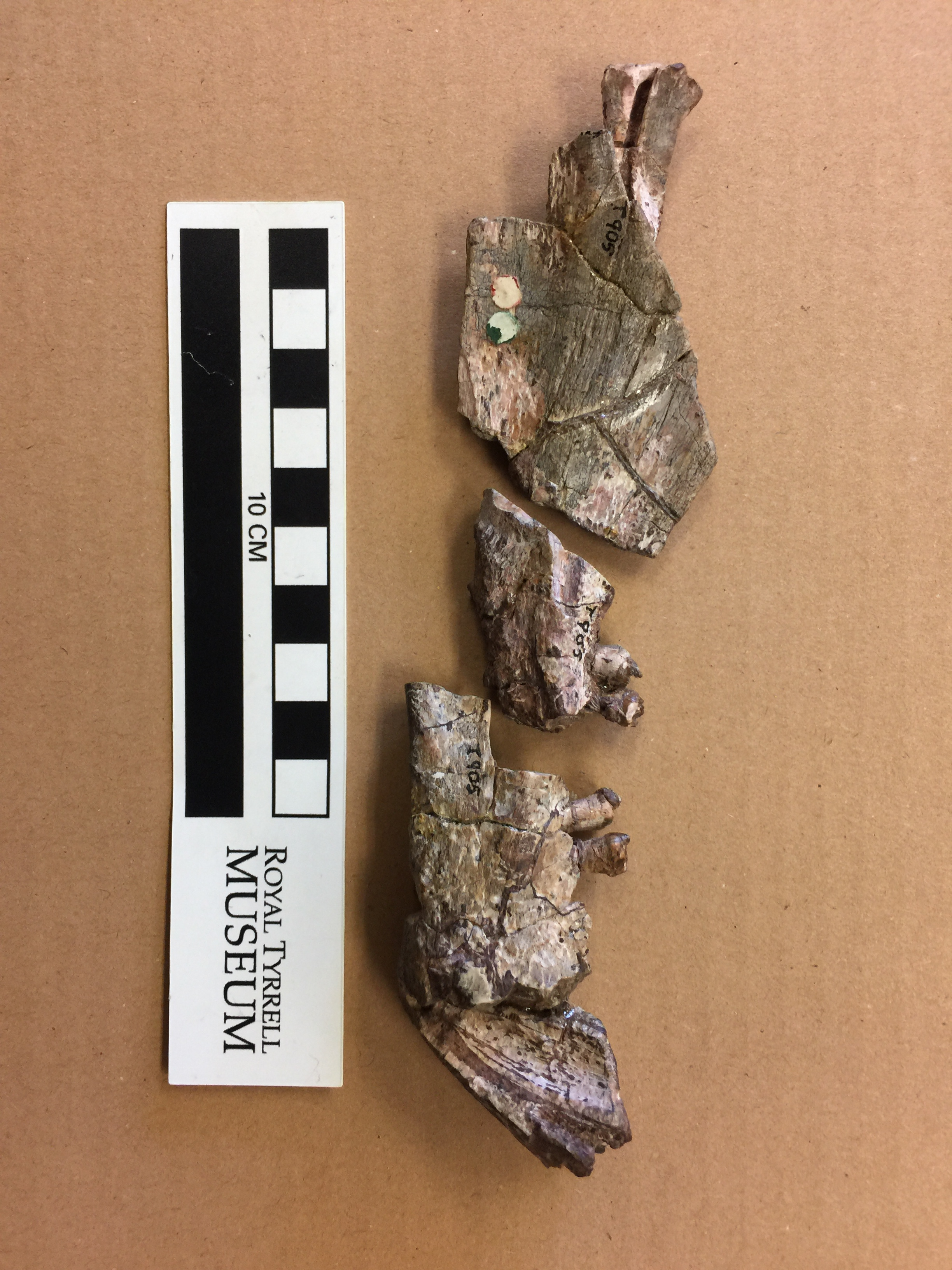
Een rechterdentarium

In de bovenkaak zijn alleen de achterste uiteinden van de maxillae, een deel van het verhemelte en de bodem van de oogkassen goed bewaard gebleven. De bovenhoektanden zijn transversaal ovaal en hebben drie hoofdknobbels die op eenzelfde transversale vlak zijn gerangschikt. De drie belangrijkste knobbels zijn samengesteld uit de linguale, centrale en labiale knobbel. Er zijn ook kleine perifere cuspules (knobbeltjes) aanwezig op de voorste en achterste randen van de kroon. Wortels van de bovenste hoektanden zijn lang, in dwarsrichting afgeplat nabij de kroon en lopen naar het uiteinde taps toe naar een korte punt. De maximaal bekende transversale diameter van de bovenkaak postcaninen is dertien millimeter.
Een kenmerkend kenmerk van de onderkaak is de scherpe hoek gevormd door de kruising van de onderrand van het dentarium en het voorste oppervlak van de getande symphysis. Een diagnostisch verschil tussen de postcanine tanden van de bovenkaak en de mandibulaire postcanine tanden van de onderkaak is dat mandibulaire postcanine tanden de neiging hebben om vierkanter te zijn in horizontale secties in tegenstelling tot de transversaal ovaal maxillaire postcaninen. Een kenmerk van zoogdieren dat kan worden gezien bij gomphodonte cynodonten is dat elke wortel is omgeven door een omhulsel van poreus bot. De maximale dwarsdiameter van de mandibulaire hoektanden is negen millimeter.
De belangrijkste knobbels van de mandibulaire en maxillaire hoektanden vormen een dwarskam over het midden van de kroon. De dwarsrand van een tand zou passen in de holte gevormd tussen de dwarsranden van twee tegenoverliggende tanden. Recent onderzoek uitgevoerd door Hendrickx, Abdala en Choiniere (2016) heeft nieuwe informatie opgeleverd met betrekking tot de distributie van glazuurmicrostructuur bij niet-zoogdierachtige cynodonten, met name bij Cricodon metabolus. Hun onderzoek onthulde de aanwezigheid van kolomvormige divergente eenheden in zowel de scheurende als de kauwende tanden van een trirachodontide, samen met de consistente aanwezigheid van een synapside kolomvormig glazuur bij cynognathiden.
De nieuwe ontdekking met betrekking tot het verdikte glazuur heeft veel ecologische implicaties. Bij Cricodon metabolus is de glazuurlaag van de kauwende tand ongeveer 11,5 keer dikker dan de scheurende tand. De postcanine gomphodonte tanden (overdwars verbrede tanden met grote kauwvlakken) werden gebruikt voor het kauwen, pletten en malen van vezelig plantaardig materiaal, wat betekent dat ze onder hogere belastingen en apicaal gerichte spanningen stonden. Sectoriële tanden daarentegen werden gebruikt om plantaardig materiaal af te scheuren en werden niet onderworpen aan dezelfde soorten occlusale spanningen; daarom bleef de glazuurdikte niet behouden. Een andere reden voorgesteld door Hendrickx, Abdala en Choiniere (2016) om het dunne glazuur in sectoriële tanden te verklaren, is het te wijten aan de timing en patronen van de vervanging, aangezien ze achtereenvolgens zullen worden vervangen door gomphodonte tanden; Cricodon had nog geen melkgebit. Een ander kenmerk dat werd waargenomen bij de gomphodonte tanden waren incrementele lijnen van glazuur en dentine; die lijnen, odontoblasttubuli in dentine en discontinue kolomvormige divergentie-eenheden in het glazuur, ondersteunen de consistente aanwezigheid van een synapside kolomvormig glazuur bij de Cynognathia.

### Postcraniaal skelet
Vijfentwintig wervels werden ontdekt die behoren tot de dorsale en sacrale zones met slechts één wervel met een goed bewaard gebleven wervelboog van het heiligbeen. Er zijn extra apophysen onder de achterste zygapophysis die articuleren met holtes op het zijoppervlak van de wervelboog, achter en voor aan de voorste zygapophysis. Cricodon metabolus heeft de typische cynodonte verbrede ribben waarvan dertien dorsale ribben werden ontdekt.
Het gehele opperarmbeen was 12,5 centimeter lang en had typische kenmerken van de Cynodontia, zoals de gewrongen schacht waarbij het vlak van het distale uiteinde dat een hoek van veertig graden vormt met dat van het proximale uiteinde. Het ontdekte dijbeen was 12,5 centimeter lang met de kop onder een hoek van vijfenveertig tot vijftig graden staand met de hoofdas van de slanke schacht. Een ander kenmerk van het dijbeen is dat het goed naar voren uitsteekt vanaf het hoofdlichaam van de schacht. Hoewel er weinig bekend is over de hand van cynodonten, wordt aangenomen dat Cricodon metabolus een kootjesformule heeft van 2-3-4-4-3, waarbij het tweede vingerkootje is gereduceerd (dus verdwenen) in vingers drie en vier.

## Fylogenie
Hieronder is een cladogram van Gao et alii (2010) met de fylogenetische verwantschappen van een deel van de Cynodontia ten opzichte van Cricodon:
|  | Trirachodon                                             |
|  |                                                         |
|  | \| \| Langbergia \| \| \| \| \| \| Cricodon \| \| \| \| |
|  |                                                         |
|  | Langbergia                                              |
|  |                                                         |
|  | Cricodon                                                |
|  |                                                         |

|  | Langbergia |
|  |            |
|  | Cricodon   |
|  |            |

|  | Beishanodon |
|  |             |
|  | Sinognathus |
|  |             |

|  | Trirachodon                                             |
|  |                                                         |
|  | \| \| Langbergia \| \| \| \| \| \| Cricodon \| \| \| \| |
|  |                                                         |
|  | Langbergia                                              |
|  |                                                         |
|  | Cricodon                                                |
|  |                                                         |

|  | Langbergia |
|  |            |
|  | Cricodon   |
|  |            |

|  | Beishanodon |
|  |             |
|  | Sinognathus |
|  |             |

|  | Trirachodon                                             |
|  |                                                         |
|  | \| \| Langbergia \| \| \| \| \| \| Cricodon \| \| \| \| |
|  |                                                         |
|  | Langbergia                                              |
|  |                                                         |
|  | Cricodon                                                |
|  |                                                         |

|  | Langbergia |
|  |            |
|  | Cricodon   |
|  |            |

|  | Beishanodon |
|  |             |
|  | Sinognathus |
|  |             |

|  | Trirachodon                                             |
|  |                                                         |
|  | \| \| Langbergia \| \| \| \| \| \| Cricodon \| \| \| \| |
|  |                                                         |
|  | Langbergia                                              |
|  |                                                         |
|  | Cricodon                                                |
|  |                                                         |

|  | Langbergia |
|  |            |
|  | Cricodon   |
|  |            |

|  | Beishanodon |
|  |             |
|  | Sinognathus |
|  |             |

|  | Trirachodon                                             |
|  |                                                         |
|  | \| \| Langbergia \| \| \| \| \| \| Cricodon \| \| \| \| |
|  |                                                         |
|  | Langbergia                                              |
|  |                                                         |
|  | Cricodon                                                |
|  |                                                         |

|  | Langbergia |
|  |            |
|  | Cricodon   |
|  |            |

|  | Beishanodon |
|  |             |
|  | Sinognathus |
|  |             |

|  | Trirachodon                                             |
|  |                                                         |
|  | \| \| Langbergia \| \| \| \| \| \| Cricodon \| \| \| \| |
|  |                                                         |
|  | Langbergia                                              |
|  |                                                         |
|  | Cricodon                                                |
|  |                                                         |

|  | Langbergia |
|  |            |
|  | Cricodon   |
|  |            |

|  | Beishanodon |
|  |             |
|  | Sinognathus |
|  |             |

|  | Trirachodon                                             |
|  |                                                         |
|  | \| \| Langbergia \| \| \| \| \| \| Cricodon \| \| \| \| |
|  |                                                         |
|  | Langbergia                                              |
|  |                                                         |
|  | Cricodon                                                |
|  |                                                         |

|  | Langbergia |
|  |            |
|  | Cricodon   |
|  |            |

|  | Beishanodon |
|  |             |
|  | Sinognathus |
|  |             |

|  | Trirachodon                                             |
|  |                                                         |
|  | \| \| Langbergia \| \| \| \| \| \| Cricodon \| \| \| \| |
|  |                                                         |
|  | Langbergia                                              |
|  |                                                         |
|  | Cricodon                                                |
|  |                                                         |

|  | Langbergia |
|  |            |
|  | Cricodon   |
|  |            |

|  | Beishanodon |
|  |             |
|  | Sinognathus |
|  |             |

|  | Trirachodon                                             |
|  |                                                         |
|  | \| \| Langbergia \| \| \| \| \| \| Cricodon \| \| \| \| |
|  |                                                         |
|  | Langbergia                                              |
|  |                                                         |
|  | Cricodon                                                |
|  |                                                         |

|  | Langbergia |
|  |            |
|  | Cricodon   |
|  |            |

|  | Beishanodon |
|  |             |
|  | Sinognathus |
|  |             |

|  | Trirachodon                                             |
|  |                                                         |
|  | \| \| Langbergia \| \| \| \| \| \| Cricodon \| \| \| \| |
|  |                                                         |
|  | Langbergia                                              |
|  |                                                         |
|  | Cricodon                                                |
|  |                                                         |

|  | Langbergia |
|  |            |
|  | Cricodon   |
|  |            |

|  | Beishanodon |
|  |             |
|  | Sinognathus |
|  |             |

|  | Trirachodon                                             |
|  |                                                         |
|  | \| \| Langbergia \| \| \| \| \| \| Cricodon \| \| \| \| |
|  |                                                         |
|  | Langbergia                                              |
|  |                                                         |
|  | Cricodon                                                |
|  |                                                         |

|  | Langbergia |
|  |            |
|  | Cricodon   |
|  |            |

|  | Beishanodon |
|  |             |
|  | Sinognathus |
|  |             |

|  | Trirachodon                                             |
|  |                                                         |
|  | \| \| Langbergia \| \| \| \| \| \| Cricodon \| \| \| \| |
|  |                                                         |
|  | Langbergia                                              |
|  |                                                         |
|  | Cricodon                                                |
|  |                                                         |

|  | Langbergia |
|  |            |
|  | Cricodon   |
|  |            |

|  | Beishanodon |
|  |             |
|  | Sinognathus |
|  |             |

|  | Trirachodon                                             |
|  |                                                         |
|  | \| \| Langbergia \| \| \| \| \| \| Cricodon \| \| \| \| |
|  |                                                         |
|  | Langbergia                                              |
|  |                                                         |
|  | Cricodon                                                |
|  |                                                         |

|  | Langbergia |
|  |            |
|  | Cricodon   |
|  |            |

|  | Beishanodon |
|  |             |
|  | Sinognathus |
|  |             |

|  | Trirachodon                                             |
|  |                                                         |
|  | \| \| Langbergia \| \| \| \| \| \| Cricodon \| \| \| \| |
|  |                                                         |
|  | Langbergia                                              |
|  |                                                         |
|  | Cricodon                                                |
|  |                                                         |

|  | Langbergia |
|  |            |
|  | Cricodon   |
|  |            |

|  | Beishanodon |
|  |             |
|  | Sinognathus |
|  |             |

|  | Trirachodon                                             |
|  |                                                         |
|  | \| \| Langbergia \| \| \| \| \| \| Cricodon \| \| \| \| |
|  |                                                         |
|  | Langbergia                                              |
|  |                                                         |
|  | Cricodon                                                |
|  |                                                         |

|  | Langbergia |
|  |            |
|  | Cricodon   |
|  |            |

|  | Beishanodon |
|  |             |
|  | Sinognathus |
|  |             |

|  | Trirachodon                                             |
|  |                                                         |
|  | \| \| Langbergia \| \| \| \| \| \| Cricodon \| \| \| \| |
|  |                                                         |
|  | Langbergia                                              |
|  |                                                         |
|  | Cricodon                                                |
|  |                                                         |

|  | Langbergia |
|  |            |
|  | Cricodon   |
|  |            |

|  | Beishanodon |
|  |             |
|  | Sinognathus |
|  |             |